# بنيامين طومسون
بنيامين طومسون (بالإنجليزية: Benjamin Thompson) عالم فيزيائي (1753 - 1814) في ووبورن، ماساتشوستس في الولايات المتحدة الأمريكية والذي انتقل إلى انكلترا خلال الثورة الأمريكية.
أقام في انكلترا فترة من الزمن ثم انتقل بعدها إلى أوروبا القارية، وبعد عدة سنوات من الخدمة عند دوق بافاريا أطلق عليه لقب الكونت رمفورد.
يعد من الذين أسهموا في دحض نظرية الكالوريك من خلال أبحاثه على مفهوم انتقال الحرارة.

## روابط خارجية
- بنيامين طومسون على موقع الموسوعة البريطانية (الإنجليزية)
- بنيامين طومسون على موقع إن إن دي بي (الإنجليزية)